# 산페이 게이지
산페이 게이지(일본어: 三瓶啓二, 1954년 9월 13일 ~ )는 후쿠시마현 출신의 극진가라데 선수(7단)이다.